# Недобіга Анастасія Володимирівна
Анастасі́я Володи́мирівна Недобі́га (нар. 20 квітня 1994;) — українська стрибунка у воду. Багаторазова чемпіонка України, володарка Кубків України. Майстер спорту України міжнародного класу зі стрибків. Представляє Центральний спортивний клуб Збройних сил України. Працівник Збройних сил України.

## Біографія
У 7 років почала займатися стрибками у воду. Перша тренерка Анастасії — Ольга Олексіївна Серебряк.
У 2010 році закінчила Луганське обласне вище училище фізичної культури. Згодом — студентка магістратури Інституту фізичного виховання і спорту Луганського національного університету імені Тараса Шевченка.
Тренує Анастасію Недобігу Тамара Токмачова.
7 вересня 2017 року одружилася з партнером у синхронних стрибках Олександром Горшковозовим.

### Спортивна кар'єра
Серед спортивних досягнень спортсменки: 4 місце в синхронних стрибках з 3-метрового трампліна на чемпіонаті світу з водних видів спорту в Казані (2015); п'яті місця на чемпіонатах Європи 2013 та 2016 років (синхрон 3 метра).
Світова серія 2016 — 3 місце, 3 місце, 2 місце.
Учасниця у складі збірної України на літніх Олімпійських іграх у Ріо-де-Жанейро. У змаганнях зі стрибків із 3-метрового трампліна пробилася до півфіналу, де посіла 18 місце.
На чемпіонаті Європи зі стрибків у воду в Києві (червень 2017 р.) посіла 3-тє місце у змаганнях на 3-метровому трампліні.
Виступає за Збройні сили України та спортивне товариство «Освіта» (Луганська область).
27 серпня 2017 року Олександр Горшковозов та Анастасія Недобіга на Універсіаді в Тайбеї здобули золоті нагороди в командних синхронних стрибках у воду.

### Виступи на Олімпіадах
| Олімпіада | Дисципліна               | Результат | Місце |
| Ріо 2016  | Стрибки у воду. Трамплин | 290,15    | 18    |